# لادن طباطبایی
لادن طباطبائی با نام کامل سیده لادن طباطبائی (زادهٔ ۹ اردیبهشت ۱۳۵۰ در تهران) بازیگر سینما، تلویزیون و تئاتر اهل ایران است.
وی از دانشکده هنرهای زیبا دانشگاه تهران در رشته تئاتر فارغ‌التحصیل شده است. وی تا کنون موفق به دریافت جوایز متعدد در سینما و تئاتر شده است. در تاریخ ۱۷ شهریور ۱۳۹۱ لادن طباطبایی در برنامه هفت اعلام کرد که قصد دارد برای همیشه از سینما و تلویزیون خداحافظی کند. وی در سال ۱۳۹۴ به همراه دخترش به ایالات متحده آمریکا مهاجرت کرد. دخترش سها به اختلال اوتیسم مبتلاست. وی هم‌اکنون ساکن کالیفرنیا است. وی در خرداد ماه 1404 در حساب اینستاگرام خود اعلام کرد حامی جامعه LGBTQ+ است.

## جوایز و دستاوردها
- بازیگر برگزیده از دوازدهمین جشنواره سراسری تئاتر فجر برای نمایش «سورنا و مادر لوک»
- بازیگر برگزیده جشنواره تئاتر کوثر، برای نمایش «لیلی بی مجنون»
- بازیگر برگزیده شبکه تهران برای فیلم تلویزیونی «بلند گریه کن»
- بازیگر برگزیده جشنواره ویدئویی کوثر برای فیلم تلویزیونی «بلند گریه کن»
- بازیگر برگزیده آفاق فیلم برای فیلم تلویزیونی «گامی در تاریکی»

## سینما
| سال  | فیلم                 | کارگردان          | اکران |
| ---- | -------------------- | ----------------- | ----- |
| ۱۳۹۱ | آدم آهنی             | رحیم بهبودی فر    | ۱۳۹۱  |
| ۱۳۹۰ | من همسرش هستم        | مصطفی شایسته      | ۱۳۹۰  |
| ۱۳۸۹ | سوت پایان            | نیکی کریمی        | ۱۳۸۹  |
| ۱۳۸۷ | خاطره                | نادر طریقت        | ۱۳۸۹  |
| ۱۳۸۷ | شبانه‌روز             | کیوان علی‌محمدی    | ۱۳۹۰  |
| ۱۳۸۶ | یک‌وجب از آسمان       | علی وزیریان       | -     |
| ۱۳۸۶ | زن‌ها فرشته‌اند        | شهرام شاه‌حسینی    | ۱۳۸۷  |
| ۱۳۸۶ | ملودی                | جهانگیر جهانگیری  | ۱۳۸۶  |
| ۱۳۸۳ | حکم                  | مسعود کیمیایی     | ۱۳۸۴  |
| ۱۳۸۳ | ازدواج به سبک ایرانی | حسن فتحی          | ۱۳۸۴  |
| ۱۳۸۲ | تارا و تب توت فرنگی  | سعید سهیلی        | ۱۳۸۳  |
| ۱۳۸۱ | واکنش پنجم           | تهمینه میلانی     | ۱۳۸۲  |
| ۱۳۷۹ | همسر دلخواه من       | افشین شرکت        | ۱۳۷۹  |
| ۱۳۷۸ | میکس                 | داریوش مهرجویی    | -     |
| ۱۳۷۶ | باد و شقایق          | سید ضیاءالدین دری | ۱۳۷۶  |
| ۱۳۷۴ | خواهران غریب         | کیومرث پوراحمد    | ۱۳۷۴  |
| ۱۳۷۴ | سایه به سایه         | علی ژکان          | ۱۳۷۴  |

## مجموعه‌های تلویزیونی
| سال     | عنوان مجموعه             | سمت    | کارگردان        | توضیحات         |
| ------- | ------------------------ | ------ | --------------- | --------------- |
| ۱۳۹۱    | راز پنهان                | بازیگر | فلورا سام       | شبکه۱ رمضان۱۳۹۱ |
| ۱۳۹۰    | شام ایرانی               | بازیگر | بیژن بیرنگ      |                 |
| ۱۳۹۰    | ویدئویی «خیابان یک‌طرفه»  | بازیگر | اسماعیل فلاحپور |                 |
| ۱۳۹۰    | ویدئویی «حرفه‌ای»         | بازیگر | فلورا سام       |                 |
| ۱۳۸۹    | ویدئویی انتظار           | بازیگر | فلورا سام       |                 |
| ۱۳۸۹    | همنشین                   | بازیگر | حجت ذیجودی      |                 |
| ۱۳۸۹    | ویدئویی «الم شنگه»       | بازیگر | حسین قناعت      |                 |
| ۱۳۸۷    | روزهای زیبا              | بازیگر | جواد افشار      |                 |
| ۱۳۸۷    | فاکتور هشت               | بازیگر | رضا کریمی       |                 |
| ۱۳۸۵    | به رنگ برف               | بازیگر | حسن پورستار     |                 |
| ۱۳۸۵    | من نه منم                | بازیگر | بهروز خلجی      |                 |
| ۱۳۸۰    | خواب و بیدار             | بازیگر | مهدی فخیم‌زاده   |                 |
| ۸۰–۱۳۷۹ | ویدئویی «گام‌های لرزان»   | بازیگر | افسانه منادی    |                 |
| ۱۳۷۹    | نیستان                   | بازیگر | حسین مختاری     |                 |
| ۱۳۷۷    | باد و شقایق              | بازیگر | ضیاءالدین دری   |                 |
| ۷۹–۱۳۷۵ | ولایت عشق                | بازیگر | مهدی فخیم‌زاده   |                 |
| ۱۳۷۵    | کوتاه ویدئویی «ناگفته‌ها» | بازیگر | -               |                 |
| ۱۳۷۵    | سرنخ                     | بازیگر | کیومرث پوراحمد  | یک قسمت         |
| ۱۳۷۴    | عیاران                   | بازیگر | کاظم بلوچی      |                 |
| ۱۳۷۴    | دزدان مادربزرگ           | بازیگر | مهدی صباغ‌زاده   |                 |
| ۱۳۷۳    | یک داستان                | بازیگر | محمد رحمانیان   |                 |
| ۱۳۷۳    | نیمهٔ پنهان ماه           | بازیگر | مجید جعفری      |                 |
| ۱۳۷۲    | یک سؤال و چند جواب       | بازیگر | -               |                 |
| ۱۳۷۰    | عطر و گلاب بپاشید        | بازیگر | -               |                 |